# میچل سادیلک
میچل سادیلک (انگلیسی: Michal Sadílek؛ زادهٔ ۳۱ مهٔ ۱۹۹۹) بازیکن فوتبال اهل جمهوری چک است.
وی همچنین در تیم‌های ملی فوتبال زیر ۲۱ سال جمهوری چک، و جمهوری چک بازی کرده‌است.